# Trypanaeus quadrirostris
Trypanaeus quadrirostris är en skalbaggsart som beskrevs av Heinrich Bickhardt 1916. Trypanaeus quadrirostris ingår i släktet Trypanaeus och familjen stumpbaggar. Inga underarter finns listade i Catalogue of Life.